# Alexander Graf zu Dohna-Schlodien

Alexander Graf zu Dohna-Schlodien, vor 1920

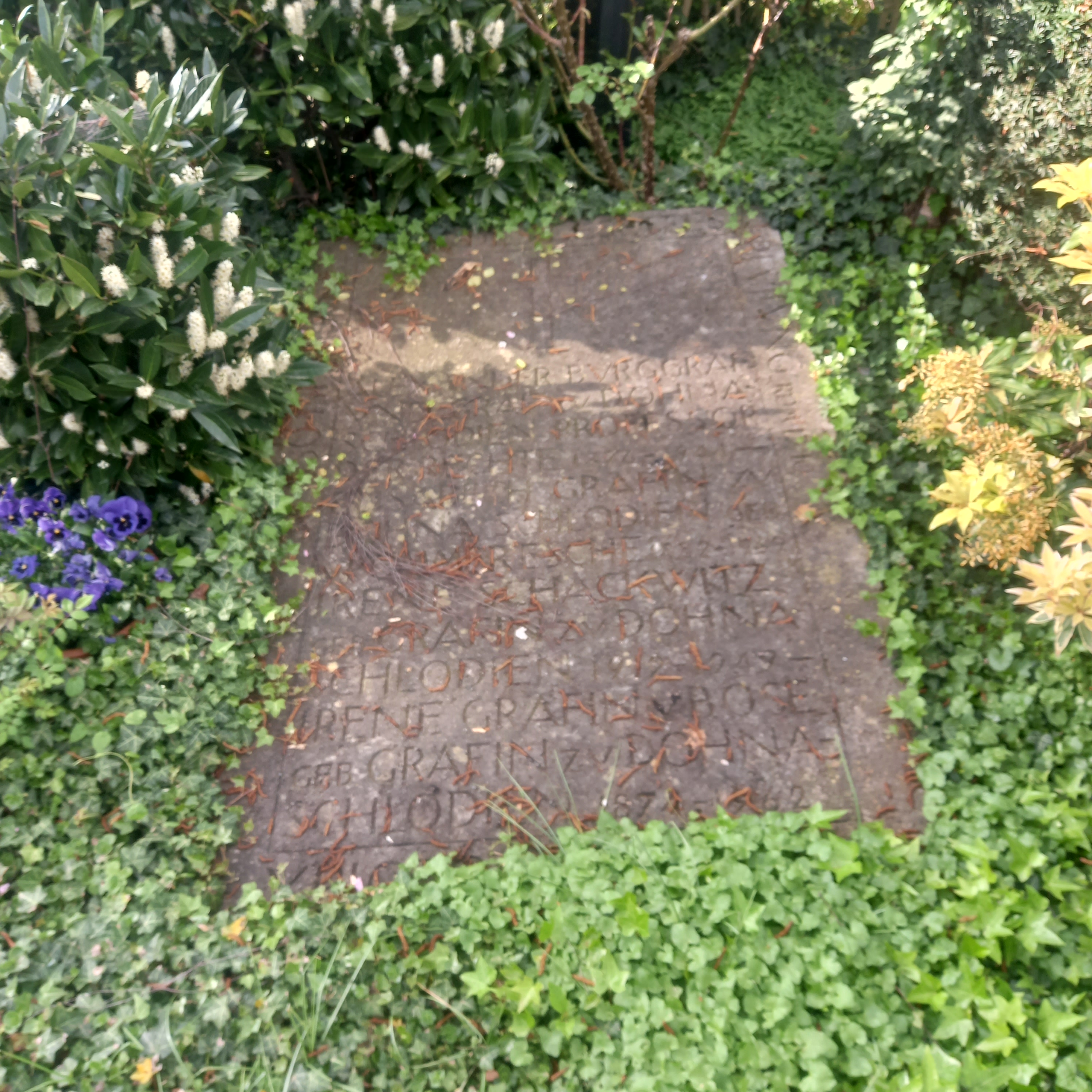
Das Grab von Alexander Graf zu Dohna-Schlodien und seiner Ehefrau Elisabeth geborene von Pommer-Esche auf dem Rüngsdorfer Friedhof in Bonn

Georg Theobald Alexander Graf zu Dohna-Schlodien (* 29. Juni 1876 in Potsdam; † 25. Dezember 1944 in Bad Godesberg) war ein deutscher Rechtswissenschaftler und Politiker (DVP).

## Leben und Beruf
Alexander Graf zu Dohna-Schlodiens stammte genealogisch aus dem zweiten reformierten Zweig der Linie Schlodien. Seine Eltern waren der preußische Generalleutnant Hannibal Graf zu Dohna-Schlodien (* 1838; † 1914) und dessen Ehefrau Helene geborene Fürstin Maurokordatos (* 1846; † 1924). Alexander selbst heiratete am 24. September 1906 in Berlin Elisabeth von Pommer Esche, Tochter des preußischen Oberpräsidenten Albert von Pommer Esche und der Mathilde, geborene Berend. Der Ehe entsprangen fünf Töchter, Dagmar, Ruth, Irene, Helga und Agnes. Alexander und Elisabeth hatten ein Sohn, Christoph Delphicus Albert Wilfried Werner (* 1921; † 1945) der Medizin studierte und im Krieg starb. Dohna war der Schwiegervater über Tochter Ruth von Karl Hermann Knoke und – posthum – über Tochter Dagmar von Wolf Graf Baudissin.
Da Graf zu Dohna, der evangelisch-reformierten Glaubens war, als Sohn eines Berufsoffiziers mit seinen Eltern häufig dem Dienstort des Vaters zu folgen hatte, besuchte er Gymnasien in Koblenz, Aachen, Hannover und Brandenburg, wo er dort an der Ritterakademie 1895 das Abitur ablegte. Anschließend studierte er Rechtswissenschaften und Philosophie in Rom, Lausanne, Freiburg im Breisgau und Berlin, wo er 1898 die erste juristische Staatsprüfung bestand. Nachdem er 1902 in Berlin zum Doktor der Rechte promoviert worden war, habilitierte er sich 1904 in Halle an der Saale, wurde zuvor 1903 Leutnant der Reserve bei einem Dragoner-Regiment. 1906 erhielt er eine außerplanmäßige Professorenstelle in Königsberg, daneben war er bis 1909 als Lehrer von Prinz August Wilhelm von Preußen tätig. 1912 hatte Dohna den Dienstrang Oberleutnant. 1913 wurde er ordentlicher Professor in Königsberg als Nachfolger von Eduard Kohlrausch. Im Ersten Weltkrieg war er mit verschiedenen Militärverwaltungsaufgaben betraut, bald als Rittmeister. 1918 kam er als Prorektor an die Landesuniversität Dorpat.
Nach dem Ersten Weltkrieg wurde er 1920 zum Ordinarius für Strafrecht und Strafprozessrecht in Heidelberg berufen, von wo er 1926 an die Rheinische Friedrich-Wilhelms-Universität in Bonn wechselte. 1939 wurde er emeritiert, nahm aber eine Lehrstuhlvertretung in Erlangen an. Als Strafrechtslehrer und Wissenschaftler setzte er sich vor allem für eine Stärkung der Rechtssicherheit und den Schutz des Angeklagten im Verfahren ein. Auch eine verstärkte Strafaussetzung zur Bewährung oder mit Auflagen wurde von ihm gefordert.
Obwohl selbst aus dem Adel stammend und dem Kaiserhaus durch seine frühere Tätigkeit persönlich verbunden, setzte sich Graf zu Dohna nach der Novemberrevolution für die Republik ein. Politische Extreme bekämpfte er auch nach dem Ausscheiden aus dem Parlament in öffentlichen Stellungnahmen und auch durch Äußerungen in seinen Vorlesungen. Das berühmte Strafrechtsurteil vom 23. Dezember 1924 im Magdeburger Beleidigungsprozess gegen einen Journalisten, der wegen Beleidigung von Reichspräsident Friedrich Ebert angeklagt wurde, aber lediglich wegen Formalbeleidigung zu drei Monaten Gefängnis verurteilt wurde, weil das Gericht den vom Angeklagten erhobenen Vorwurf des Landesverrats gegen Ebert als „wahre Tatsachenbehauptung“ anerkannte, wurde von Graf zu Dohna scharf verurteilt. Er sprach sich für ein Verbot von KPD und NSDAP aus, denen er Hochverrat vorwarf. Gleichzeitig wollte er die Möglichkeit des destruktiven Misstrauensvotums im Reichstag durch das konstruktive Misstrauensvotum nach preußischem Vorbild ersetzt wissen, weil nur so die Stabilität des Reiches zu gewährleisten sei. Er unterstützte die Regierung Brüning, deren wirtschafts- und finanzpolitischen Konsolidierungskurs er für notwendig hielt.
Nach der Machtübernahme der Nationalsozialisten hielt er sich zwar mit tagespolitischen Aussagen zurück, kritisierte jedoch die Einschränkungen des Rechtsstaates im Dritten Reich. Trotz Denunziationen durch Studenten konnte er bis zu seinem Tode weiter lehren.

## Partei
Im Kaiserreich war Graf zu Dohna Mitglied der Nationalliberalen Partei und beteiligte sich 1918 an deren Umgründung zur Deutschen Volkspartei. 1932 trat er aus der DVP wegen des zunehmenden Rechtskurses der Partei aus, engagierte sich aber als Zweiter Vorsitzender im neugegründeten Deutschen Nationalverein, dem Versuch einer – letztlich erfolglosen – Sammlung der demokratischen Mitte unter Ausschluss des katholischen Zentrums.

## Abgeordneter
Graf zu Dohna gehörte 1919/20 der Weimarer Nationalversammlung an. 1920 wurde er zum Reichstagsabgeordneten gewählt, das in Ostpreußen errungene Mandat legte er nach seinem Umzug nach Heidelberg nieder.

## Veröffentlichungen
- Die Stellung der Buße im reichsrechtlichen System des Immaterialgüterschutzes. Dissertation Berlin 1902.
- Die Rechtswidrigkeit als allgemeingültiges Merkmal im Tatbestand strafbarer Handlungen. Halle an der Saale 1905 (zugleich: Habilitationsschrift, Universität Halle).
- Das Strafverfahren. Systematisch dargestellt. Heymann, Berlin 1913.
- Die Revolution als Rechtsbruch und Rechtsschöpfung. Winter, Heidelberg 1923.
- Vorsatz bei Landesverrat. In: Deutsche Juristenzeitung. Heft 2, Sp. 146 f.
- Der neueste Strafgesetzentwurf im Lichte des „richtigen Rechts“. In: Edgar Tatarin-Tarnheyden (Hrsg.): Festgabe für Rudolf Stammler zum 70. Geburtstage am 19. Februar 1926. Berlin/Leipzig 1926, S. 255.
- Der 18. Januar und die deutsche Republik. Scheur, Bonn 1930.
- Der Aufbau der Verbrechenslehre. Röhrscheid, Bonn 1936.
- Neue Mittel des Ehrenschutzes. Berlin 1938 - in ZStW 57. Band, S. 158ff.
- Kernprobleme der Rechtsphilosophie. Philosophische Untersuchungen. Limbach, Berlin 1940.